# Brachyhypopomus brevirostris
Brachyhypopomus brevirostris es una especie de pez de agua dulce del género Brachyhypopomus, de la familia Hypopomidae. Se distribuye en cuerpos acuáticos templado-cálidos y cálidos de América del Sur. La especie alcanza una longitud total de 42 cm. y es denominada comúnmente morenita. Posee importancia comercial en acuariología.

## Taxonomía
Esta especie fue descrita originalmente en el año 1868 por el zoólogo austríaco, especializado en Ictiología, Franz Steindachner, bajo el término científico de Rhamphichthys brevirostris.
Etimología
Brachyhypopomus viene del griego, donde brachys significa 'corto', hipo significa 'bajo', y poma significa 'cubierta'. El término específico brevirostris refiere a las palabras brevi que significa 'corto' y rostris que es pico o boca.

## Distribución
Brachyhypopomus brevirostris habita desde Colombia, Venezuela y drenajes atlánticos de las Guayanas, por las cuencas del Amazonas, del Orinoco, y del Plata, en Ecuador, Perú, Bolivia, Brasil, Paraguay, Uruguay y el nordeste de la Argentina.